# Claire Beaulieu
 (avril 2025).
Si vous disposez d'ouvrages ou d'articles de référence ou si vous connaissez des sites web de qualité traitant du thème abordé ici, merci de compléter l'article en donnant les références utiles à sa vérifiabilité et en les liant à la section « Notes et références ».
Claire Beaulieu, née à Arvida en 1955, est une artiste en arts visuels. Elle vit et travaille à Montréal. Son travail est multidisciplinaire et se décline autant en peinture, sculpture et installation. La notion d'organicité est un thème important dans son travail.

## Biographie
Claire Beaulieu est détentrice d'un baccalauréat (1982) et d'une maîtrise (1990) spécialisés en arts plastiques de l'Université du Québec à Montréal. Son travail est présenté dans plusieurs expositions individuelles et collectives, tant au Québec, au Canada, qu'à l’étranger. Elle effectue de nombreuses résidences d'artiste, principalement aux États-Unis et elle séjourne pendant un an en Suisse, grâce à l'obtention de la bourse d'atelier-résidence de Bâle en 1987. Les œuvres de Claire Beaulieu figurent dans des collections privées et publiques, dont la collection du Musée national des beaux-arts du Québec. Elle réalise également des livres d'artistes avec différents collaborateurs.

## Démarche
Engagée dans une démarche multidisciplinaire qui intègre la pratique de la peinture, de l'aquarelle, du dessin, du perlage et du moulage de verre, Claire Beaulieu crée des espaces métaphorique et poétique. L'assemblage de matériaux et d'objets de sources hétéroclites tels que le tissus, le bois, le plâtre, le fil de cuivre, lui servent de support pour créer des rapports symboliques entre la forme et la matière.

## Expositions

### Expositions individuelles (sélection)
- 1990 : Mouchoirs surfaces déliées, La Chambre blanche, Québec, Québec
- 1990 : Feu, Eau, Terre, Air, Galerie Powerhouse, Montréal, Québec[1]
- 1993 : Liens, Galerie B-312, Montréal, Québec[2]
- 1998 : La Mariée (4), Galerie Occurrence, Montréal, Québec[3]
- 2001 : Chambre des fragilités, Roswell Museum and Art Center, Roswell, Nouveau-Mexique, États-Unis
- 2002 : Chambre des fragilités, Esthésio Art contemporain, Québec, Québec
- 2004 : Corps célestes, Plein Sud, Longueuil, Québec
- 2005 : Seeking Primordial Forms, Meridian Gallery, San Francisco, Californie, États-Unis
- 2017-2019 : Liaison, Banque d'œuvres, Institut de cardiologie de l'Université d'Ottawa, Ottawa, Ontario
- 2019 : L'atelier, Bibliothèque de la ville de Bromont, Bromont, Québec
- 2022 : Semer. Travaux récents, Galerie d'art du Parc, Trois-Rivières, Québec